# Cornillac
Cornillac (okzitanisch: Cornilhac) ist ein Ort und eine französische Gemeinde mit 90 Einwohnern (Stand: 1. Januar 2022) im Département Drôme in der Region Auvergne-Rhône-Alpes (vor 2016 Rhône-Alpes). Sie gehört zum Arrondissement Nyons und zum Kanton Nyons et Baronnies. Die Einwohner werden Cornillacais genannt.

## Lage
Cornillac liegt etwa 72 Kilometer südöstlich von Valence. Der Fluss Oule begrenzt die Gemeinde im Westen. Umgeben wird Cornillac von den Nachbargemeinden Rottier im Norden, La Charce im Nordosten, Pommerol im Osten, Rosans im Südosten, Verclause im Süden, Rémuzat im Südwesten sowie Cornillon-sur-l’Oule im Westen und Nordwesten.

## Bevölkerungsentwicklung
| Jahr                       | 1962 | 1968 | 1975 | 1982 | 1990 | 1999 | 2006 | 2019 |
| -------------------------- | ---- | ---- | ---- | ---- | ---- | ---- | ---- | ---- |
| Einwohner                  | 105  | 74   | 71   | 59   | 76   | 81   | 86   | 89   |
| Quellen: Cassini und INSEE |      |      |      |      |      |      |      |      |

## Sehenswürdigkeiten

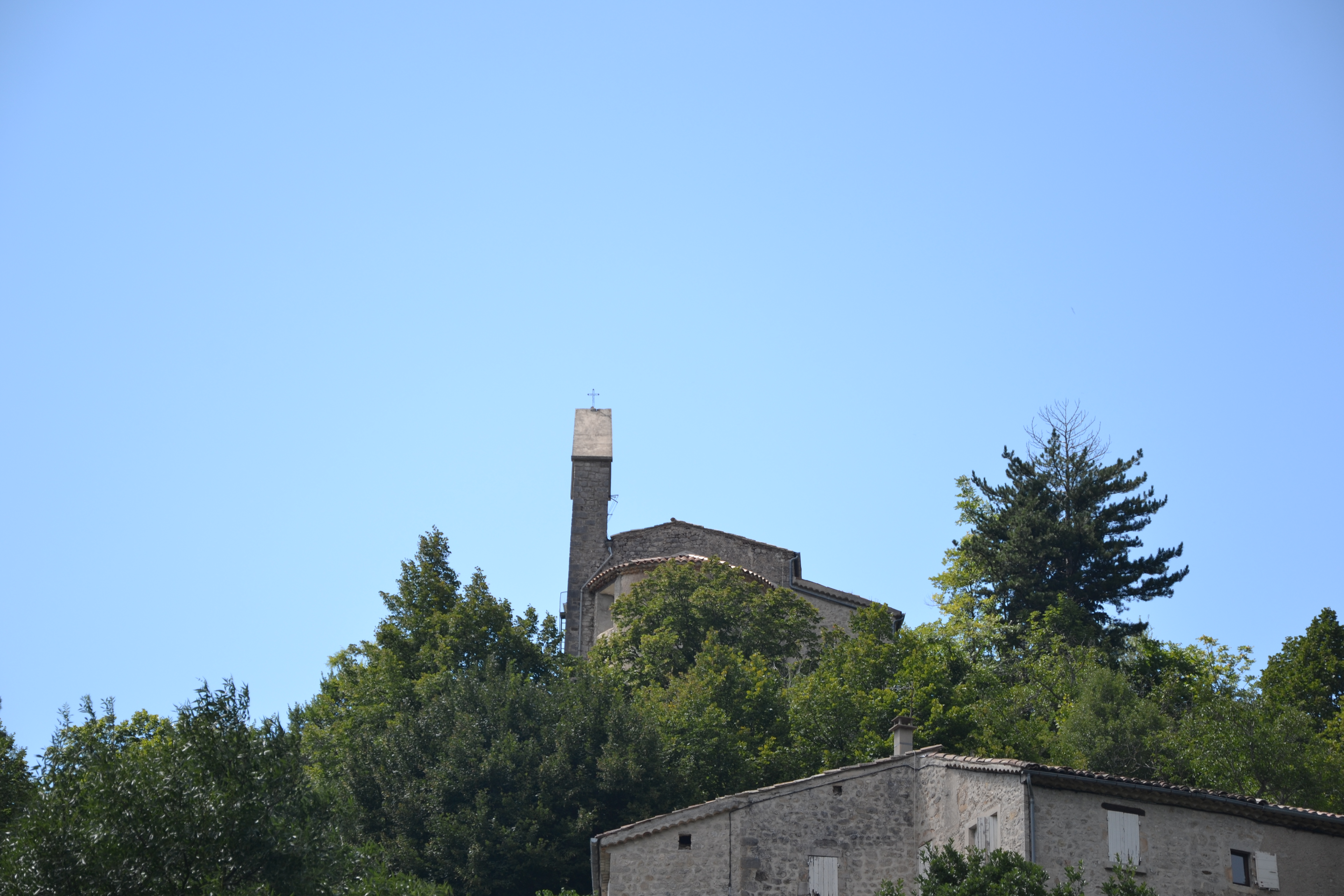
Kirche Sainte-Madeleine

- Kirche Sainte-Madeleine
- Reste der alten Burg